# Haematoderus militaris
Il corvo beccafrutta cremisi (Haematoderus militaris (Shaw, 1792)) è un uccello passeriforme della famiglia Cotingidae, unica specie ascritta al genere Haematoderus Bonaparte, 1854.

## Etimologia
Il nome scientifico del genere, Haematoderus, contiene il prefissoide emato-, da αἷματος (aimatos, "sangue"), mentre il nome della specie, militaris, deriva dal latino: ambedue si riferiscono alla livrea di questi uccelli.

## Descrizione

### Dimensioni
Misura 33–35 cm di lunghezza, per un peso di 100-122 g.

### Aspetto
L'aspetto ricorda quello di un merlo o di un tordo.

Il piumaggio, come intuibile dal nome comune, è di color cremisi su testa, collo, petto, ventre, sottocoda, dorso, groppa e codione, mentre ali e coda sono nere: fra il becco e gli occhi è spesso presente un accenno di mascherina di penne più scure. Esiste un dimorfismo sessuale piuttosto evidente: nelle femmine, infatti, il dorso e la nuca sono bruno-nerastri anziché cremisi, ed anche la colorazione rossa del corpo è meno vivida rispetto agli individui di sesso maschile. Inoltre, le penne delle femmine sono più sottili e morbide rispetto ai maschi, le cui penne del vertice sono inoltre erettili a formare una sorta di cresta che l'animale esibisce in caso di ansia o eccitazione. In ambedue i sessi, il becco è di colore rosso scuro e gli occhi sono bruni.

## Biologia
Si tratta di uccelli durni e tendenzialmente solitari, estremamente timidi e difficili da osservare (a dispetto della brillante livrea), che abitano le cime degli alberi, spesso rimanendo per lungo tempo su posatoi preferenziali, dai quali osservano i dintorni: solitamente silenziosi, specialmente i maschi possono emettere richiami vagamente simili al verso di un gufo.

### Alimentazione
A dispetto del nome comune, la dieta dei corvi beccafrutta cremisi è solo in minima parte basata su frutti: questi uccelli sono invece principalmente insettivori, cibandosi in prevalenza di grossi insetti come cicale e coleotteri.

### Riproduzione
La stagione riproduttiva parrebbe cadere durante la seconda metà dell'anno, con la maggior parte dei nidi osservati nel mese di settembre. Le informazioni sulla riproduzione di questi schivi abitatori della foresta sono poche e incomplete.
I maschi corteggiano le femmine mediante voli rituali, durante i quali si portano a circa 30 m d'altessa, salvo poi planare verso il suolo descrivendo una spirale.

La costruzione del nido, la cova e le cure ai nidiacei sono prerogativa esclusiva della femmina. Il nido consiste in una struttura a coppa costruita intrecciando rametti alla biforcazione di un ramo a una ventina di metri dal suolo: la femmina pare ammassare il materiale da costruzione per poi calpestarlo al fine di stabilizzarlo. Mancano ulteriori osservazioni sulla riproduzione, tuttavia si ritiene che essa non differisca eccessivamente per modalità e tempistica da altre specie affini, in cui le femmine depongono un unico uovo e lo covano per circa settimane, cui si somma un periodo analogo per l'involo del nidiaceo.

## Distribuzione e habitat
Tradizionalmente si riteneva che questi uccelli occupassero un areale comprendente la porzione centro-orientale del massiccio della Guiana (Guyana, Suriname e Guyana francese) e il nord del Brasile dal Roraima orientale e all'area di Manaus fino alle foci del Rio delle Amazzoni e del Tocantins, con le segnalazioni più orientali nell'area di Belém, oltre ad una piccola popolazione attestata alle pendici del Pico da Neblina: la specie sarebbe però stata segnalata anche molto più a sud, nello stato di Rondônia.
L'habitat di questi uccelli è rappresentato dalla foresta pluviale di pianura, fino a 200 m di quota.